# Amy Pauwels
Amy Pauwels is een Belgisch voormalig korfbalster.

## Levensloop
Pauwels was actief bij Riviera. Tevens maakte ze deel uit van het Belgisch nationaal team. Ze nam onder andere deel aan het EK 2018 waar het Belgisch team op de vierde plek strandde.
Haar zus Lisa en broer Glenn zijn ook actief in het korfbal.